# Hirsch Tibor
Hirsch Tibor (Budapest, 1955. május 26. –) Balázs Béla-díjas filmkritikus, filmesztéta, egyetemi oktató.

## Életpálya
1974-1979 között az ELTE Bölcsészettudományi Karának magyar–angol– összehasonlító irodalomtörténet szakos hallgatója volt, itt szerzett diplomát 1979-ben. 1983-ban elvégezte a Mafilm Forgatókönyvíró Kollégiumát.
2002-ben szerzett doktori fokozatot az ELTE Esztétika doktori programján.
1981–1996 között a Magyar Filmintézet munkatársa, 1989–1997 között esztergomi Vitéz János Tanítóképző Főiskola filmes specializációjának oktatója, 1998–2020 között az ELTE kommunikáció szakán, filmelmélet és filmtörténet szakán docens, valamint a Színház- és Filmművészeti Egyetem oktatója, 2018-tól a Budapesti Kommunikációs Főiskola, 2021-től a Budapesti Metropolitan Egyetem oktatója.
2010-től kutatási területe a film, a mozi és a pszichológia kapcsolata.

### Külföldön
- Vendégoktató: Edinburgh Napier University 1997-1998, Kolozsvár: Babeș–Bolyai Tudományegyetem 2000, Sapientia Erdélyi Magyar Tudományegyetem 2007
- Előadások, konferenciameghívások: Szófia 1983, New Castle 1987, Berlin 1988, 1989, 1999, Párizs 1998, Valencia 1993, Amsterdam 2000, Lagow 2003
- Fesztivál-zsűritag: Rotterdam 1992, Várna 1996, Tromsö 2000
- 2008. áprilisban részvétel egy szimulációs Mars projektben Hargitai Henrik és Muhi András Pires társaságában a Mars Society Utah állambéli kősivatagban felállított bázison.[1]
- 2015-ben a 9. Európai Animációs Játékfilm Filmfesztivál zsűrijének tagja

## Magánélet
Édesapja dr. Hirsch Tibor (1930–2022) gyermeksebész, gyermekaneszteziológus, a Heim Pál Gyermekkórházban az általa megszervezett Központi Aneszteziológiai és Intenzív Terápiás Osztály osztály vezetője. Édesanyja dr. Normann Anna gyermekgyógyász (1930). Testvére: dr. Hirsch Anikó gyermekpszichiáter (1967). Házastársa: Kirschner Zita. Gyermekei: Balázs (1984), Kornél (1985), Johanna (1993) és Máté (1997). Unokája: Bercel (2023).

## Művek
Több filmtörténeti témájú dokumentumfilm szerkesztője, valamint az Álomgyárosok (1996) című dokumentumfilm rendezője. A filmtortenet.hu szerkesztője, valamint Jancsó-weboldal szerzője-szerkesztője. 1996–2004 között a Népszabadság tévékritika rovatának külső munkatársa. Filmmel, televízióval kapcsolatos szakcikkei, esszéi, recenziói elsősorban a Filmkultúra, a Filmvilág, a Filmtudományi Közlemények, a Metropolis, a Népszabadság hasábjain, illetve filmes tárgyú tanulmánykötetekben jelentek meg.

### Könyvek
- Filmcézárok. Szabad Tér, Budapest, 1988. ISBN 963-0258-74-9
- A James Bond mítosz. Szabad Tér, Budapest, 1988. ISBN 963-7810-18-8
- Keresztapa story. (Francis Ford Coppola) Budapest Film, 1991. ISBN 963-7837-89-2
- Bosun! Greenaway-jegyzetek. Magyar Filmintézet, 1991.
- Jancsó – CD-ROM (2000).

## Kitüntetés
- Balázs Béla-díj 2006

## Tagságok
- A Magyar Játékfilmszemle Kisjátékfilm Zsűrijének elnöke 2006-ban
- Tagja a FIPRESCI-nek (Fédération Internationale de la PresseCinématographique: Filmújságírók Nemzetközi Szövetsége)
- Tagja a Magyar Filmművész Szövetség kritikusi szakosztályának
- 2004–2020 Tagja a Nemzeti Filmiroda Korhatárbizottságának
- 2009-ben a KAFF Kecskeméti Animációs Filmfesztivál nemzetközi verseny előzsűrijének tagja[4]
- 2013-tól rendszeres előadó a Magyar Pszichiátriai Társaság vándorgyűlésén
- 2018-ban előadó a Magyar Hipnózis találkozón